# Tour of Utah
Die Tour of Utah (offiziell Larry H. Miller Tour of Utah, dt. Utah-Rundfahrt) war ein amerikanischer Straßenradsport-Wettbewerb.

## Organisation
Der Wettbewerb wurde erstmals 2004 als Thanksgiving Point Stage Race & Cycling Festival im US-Bundesstaat Utah ausgetragen. Das damals im nationalen Kalender registrierte Rennen erstreckte sich zunächst auf drei Etappen. Seit 2006 trug das Etappenrennen seinen heutigen Namen und umfasste bis 2013 sechs Etappen. Zur Saison 2007 wurde das Rennen erstmals von der UCI in den Kalender der UCI America Tour aufgenommen, konnte auf Grund von Finanzierungsproblemen jedoch nicht ausgetragen werden. In den nächsten Jahren fand das Rennen im Rahmen des nationalen Radsportkalenders der USA wieder statt. 
Zur Saison 2011 wurde der Wettbewerb schließlich erneut in den Kalender der UCI America Tour aufgenommen und in die UCI-Kategorie 2.1 eingeordnet. Ab der Saison 2015 wurde das Rennen in die hors categorie (2.HC) hochgestuft. Seit der Saison 2020 gehörte die Tour of Utah zur neu geschaffenen UCI ProSeries. Der Wettbewerb erstreckte sich zuletzt über sieben Etappen. Bei den gebirgigen Etappen durch die Rocky Mountains waren dabei rund 9000 Höhenmeter zu bewältigen.
Die Austragungen für die Jahre 2020 und 2021 mussten wegen der weltweiten COVID-19-Pandemie abgesagt werden. Am 22. Dezember 2021 wurde offiziell verkündet, dass die Sponsorenbeteiligung für einen Fortbestand zu gering sei und aus diesem Grund das Rennen zumindest für das Jahr erneut 2022 aus dem Rennkalendar entfernt werden musste. Im Folgejahr wurde die Internet-Veranstaltungsseite komplett deaktiviert.

## Siegerliste

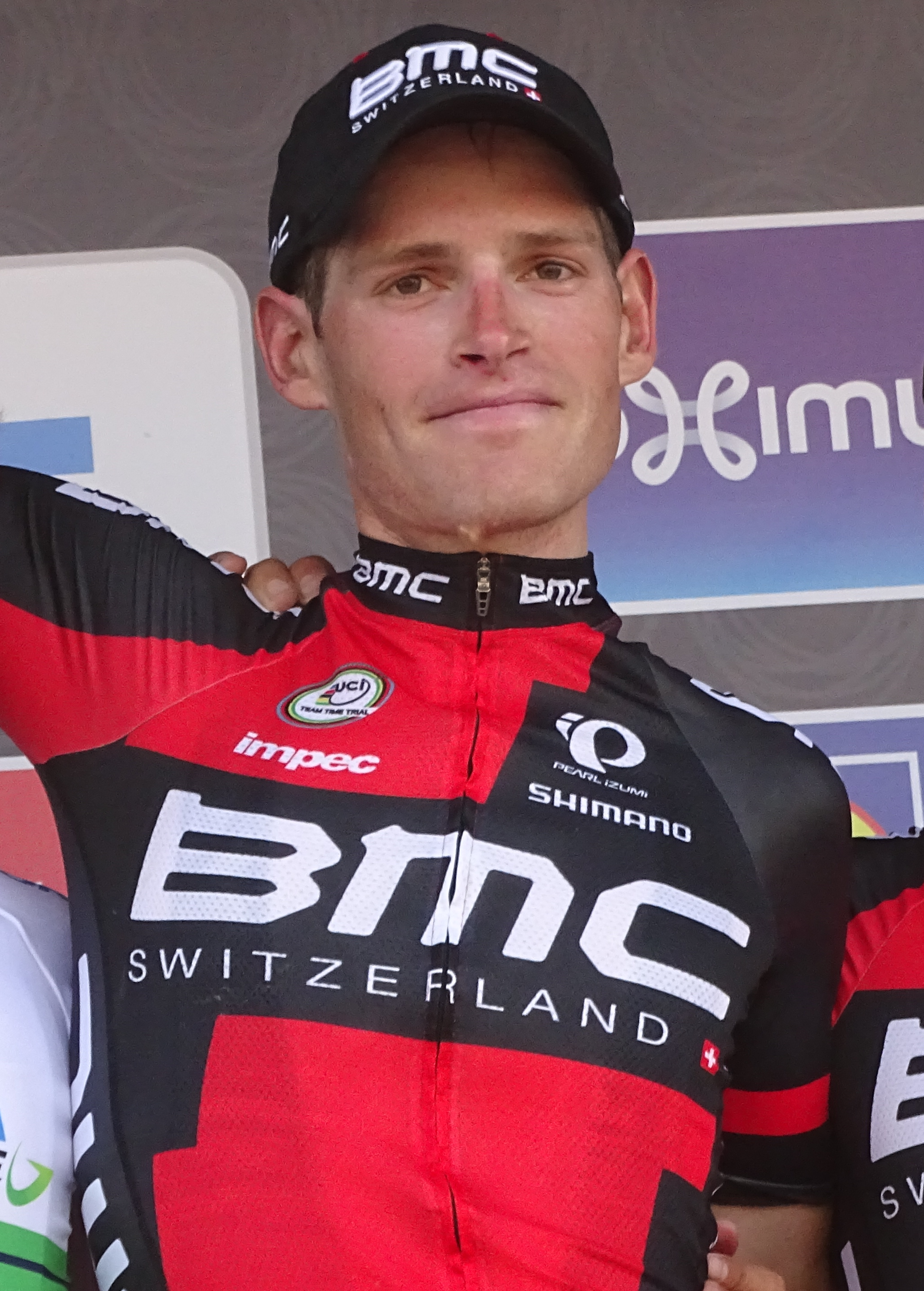
Ben Hermans, der Sieger 2019

- 2022 nicht ausgetragen
- 2021 nicht ausgetragen
- 2020 nicht ausgetragen
- 2019  Ben Hermans
- 2018  Sepp Kuss
- 2017  Rob Britton
- 2016  Lachlan Morton
- 2015  Joseph Dombrowski
- 2014  Tom Danielson -2-
- 2013  Tom Danielson
- 2012  Johann Tschopp
- 2011  Levi Leipheimer -2-
- 2010  Levi Leipheimer
- 2009  Francisco Mancebo
- 2008  Jeff Louder
- 2007 nicht ausgetragen
- 2006  Scott Moninger
- 2005  Andrew Bajadali
- 2004  John Osguthorp